# Nekovalentní interakce
Nekovalentní interakce jsou síly, které drží atomy nebo molekuly pohromadě bez vytváření klasických chemických vazeb, jako jsou iontové, kovalentní nebo kovové vazby. Nekovalentní interakce lze široce interpretovat jako jemnou rovnováhu mezi elektrostatickými, indukčními (polarizačními), disperzními a výměnnými odpudivými silami. Tyto síly společně vytvářejí celkový potenciál mezimolekulárních interakcí, který určuje, jak se molekuly navzájem přitahují nebo odpuzují v závislosti na jejich vzdálenosti a orientaci.
Na rozdíl od kovalentních vazeb jsou nekovalentní interakce typicky slabší a přechodnější, přesto jsou všudypřítomné v přírodě a mají zásadní význam v různých oblastech včetně biologie, chemie, biochemie, medicinální chemie a vědy o materiálech. Nekovalentní interakce tedy ovlivňují širokou škálu jevů, od teploty varu, stabilitu molekulární struktury až po specificitu biomolekulárních interakcí.
Jejich energetická škála je o řád nižší než u kovalentních vazeb. Pro srovnání, energie vazby O-H je přibližně 111 kcal/mol, zatímco vodíková vazba v systému vodního dimeru je kolem 5 kcal/mol.

## Původ a charakteristika nekovalentních interakcí
Abychom lépe rozlišili mezi různými typy nekovalentních interakcí a poskytli podrobnější vysvětlení, je užitečné je identifikovat na základě jejich původu a charakteristik. Nekovalentní interakce mají původ v různých fyzikálních mechanismech (např. van der Waalsovy síly z interakcí permanentních nebo přechodných elektrických dipólových momentů), a mají jedinečné vlastnosti.
Z teoretického hlediska lze nekovalentní interakce rozdělit na několik typů elektrostatických interakcí, které zahrnují ion-ion, ion-dipól, dipól-dipól, dipól-indukovaný dipól a indukovaný dipól-indukovaný dipól interakce. Elektrostatické interakce mají svůj základ v klasické Coulombově interakci, kde rozdělení elektronů v jednotlivých molekulách zůstává neovlivněno samotnou interakcí. Na druhé straně indukce označuje změnu v elektrostatické interakci způsobenou polarizací náboje monomeru v důsledku přítomnosti jiných molekul.
Rychlé fluktuace elektronové hustoty a následná indukce multipólů jsou odpovědné za vznik disperzních sil. Na kratší vzdálenosti jsou tyto přitažlivé síly vyvažovány odpudivou silou, známou jako výměnný odpudivý efekt nebo jen prostě výměnný efekt, který vzniká díky Pauliho vylučovacímu principu. Tento efekt lze rozdělit na atraktivní část, kde elektrony mohou volněji přecházet mezi molekulami, čímž se zvyšuje neurčitost jejich poloh a umožňuje snížení hybnosti a energie, a na odpudivou část, která vzniká z nutnosti zachovat antisymetrii vlnové funkce podle Pauliho principu, tedy že elektrony se stejným spinem se sobě snaží vyhnout. Odpudivá část dominuje, což vede k celkovému odpudivému efektu. Zbylé efekty, jako jsou výměnná indukce, výměnná disperze a přenos náboje, také vznikají při překrývání vlnových funkcí a jsou součástí indukční energie.

## Typy nekovalentních interakcí
- Kation-π interakce jsou založeny na vzájemném působení kationtu a aromatické části molekuly s elektrondonorními substituenty. Ukazuje se, že hlavní příspěvek k této interakci je tvořen elektrostatickou interakcí náboje kationtu se kvadrupólem aromatického systému.
- Anion-π interakce vznikají mezi aniontem a takovou aromatickou částí molekuly, která obsahuje elektronakceptorní substituenty. Tyto substituenty způsobí to, že dojde k takové změně nábojového rozložení, která způsobí inverzi kvadrupólového momentu daného aromatického systému oproti běžným derivátům benzenu. Tudíž dojde k přitažlivému elektrostatickému působení mezi kvadrupólem aromatické části molekuly a nábojem aniontu.
- Aren-aren interakce jsou interakce převážně disperzní povahy, kdy spolu vzájemně interagují okamžité indukované dipóly jednotlivých arenů. Rozlišují se dvě hlavní skupiny aren-aren interakcí, π-π a CH-π. První z nich se vyskytují mezi dvěma areny uspořádanými paralelně vůči sobě svými π-systémy. Zmíněná interakce je z většiny disperzního charakteru. Naproti tomu CH-π interakce se vyskytuje mezi aromatickým jádrem jednoho vazebného partnera a druhým vazebným aromatickým partnerem, který je vůči prvnímu jádru orientován svým vodíkovým atomem. V tomto případě krom disperzních interakcí hrají svou roli interakce kvadrupólů obou vazebných partnerů.
- Elektrostatické interakce nabitých částic (neboli Coulombické síly) se vyskytují mezi nabitými částicemi. V případě souhlasných nábojů se jedná o interakce odpudivé, u nesouhlasných nábojů o interakce přitažlivé.
- Klasické vodíkové vazby se vykytují u látek, které ve své struktuře mají kovalentně vázán atom vodíku na atomu s velkou elektronegativitou jakou jsou dusík, kyslík, fluor. V důsledku nerovnoměrně rozloženého náboje v molekule dochází ke vzniku kladného parciálního náboje na atomu vodíku a záporného na druhém atomu. Kladný parciální náboj na vodíku může interagovat interagovat s atomem se záporným parciálním nábojem v jiné molekule.
- Halogenové vazby se vyskytují mezi elektronegativním atomem disponujícím volným nevazebným elektronovým párem (donorem) a atomem halogenu (akceptorem). V některých případech tato interakce silou dokonce překonává vodíkové vazby, které byly až do nedávna považovány za nejsilnější z mezimolekulárních interakcí.